# Perperek, Kărdjali
Perperek (în bulgară Перперек) este un sat în comuna Kărdjali, regiunea Kărdjali,  Bulgaria. 

## Demografie
Componența etnică a satului Perperek
     Turci (51,69%)
     Bulgari (2,26%)
     Romi (33,42%)
     Nicio identificare (12,6%)
La recensământul din 2011, populația satului Perperek era de 706 locuitori. Din punct de vedere etnic, majoritatea locuitorilor (51,69%) erau turci, existând și minorități de romi (33,42%) și bulgari (2,26%). Pentru 12,6% din locuitori nu este cunoscută apartenența etnică.